# Doggers bankar

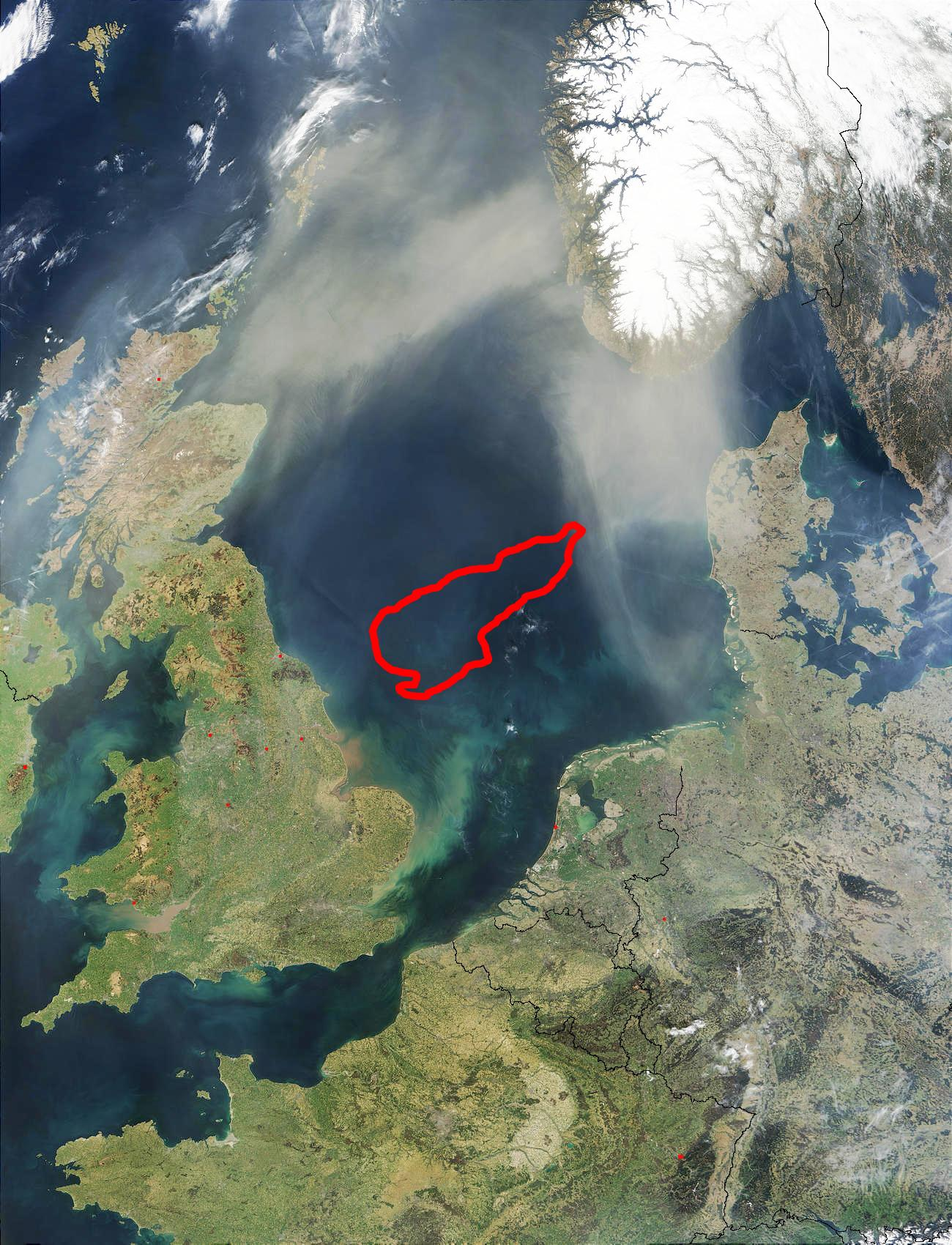
Doggers bankar.

Doggers bankar (från dogger, ett gammalt nederländskt ord för fiskebåt) är en stor sandbank i Nordsjön, belägen ungefär 100 kilometer öster om Storbritannien. Det är rester efter ett landområde, Doggerland, som existerade under senaste istiden och är runt 20 meter grundare än omkringliggande områden.  
Området blev internationellt känt genom slaget vid Doggers bankar under första världskriget och Doggers bank-episoden. Bankarna är sedan länge ett viktigt fångstområde för fiskeindustrin. Den 7 juni 1931 drabbades området av en jordbävning, jordbävningen vid Doggers bankar.
Området ligger i de exklusiva ekonomiska zonerna för Storbritannien, 
Danmark, Tyskland och Nederländerna.

### Fotnoter
1. ↑  Karin Bojs (18 januari 2015). ”Karin Bojs: När Doggerland gick förlorat i havet”. Dagens nyheter. http://www.dn.se/nyheter/vetenskap/karin-bojs-nar-doggerland-gick-forlorat-i-havet/. Läst 4 november 2015.
2. ↑  ”The Dogger Bank: understanding stakeholder and policy-maker needs”. Arkiverad från originalet den 20 augusti 2016. https://web.archive.org/web/20160820203318/http://marine-vectors.eu/Core_pages/The_Dogger_Bank_understanding_stakeholder_and_pol. Läst 28 mars 2018.